# Bobra Wielka
Bobra Wielka [ˈbɔbra ˈvjɛlka] est un village polonais de la gmina de Nowy Dwór dans le powiat de Sokółka et dans la voïvodie de Podlachie.